# Городок (Камень-Каширская городская община)
Городо́к (укр. Городок) — село в Камень-Каширской городской общине Камень-Каширского района Волынской области Украины.
Население по переписи 2001 года составляет 76 человек. Почтовый индекс — 44531. Телефонный код — 3357. Занимает площадь 0,301 км².